# 해병대 본부
해병대 본부(Headquarters Marine Corps (HQMC))는 해군부 안에 있는 해병대 사령관, 해병대 부사령관을 포함하는 미국 해병대 참모의 집단을 가리킨다. HQMC의 부서는 현재 버지니아주와 메릴랜드주의 펜타곤, 헨더슨 홀, 워싱턴 D.C. 해병막사, 콴티코 해병대 기지, 워싱턴 조병창에 퍼져있다.

## 구조

2006년 해병대 컨셉 미 프로그램의 부록 A 254쪽에 있는 구조도

### 해병대 사령관
미국 해병대의 사령관(Commandant of the Marine Corps (CMC))과 그가 감독하는 산하 부서
- 사령관의 조언가
- 해병대 군종감
- 해병대 주임원사
- 해병대 전투개발사령부
- 해병대 수도권사령부
- 해병대 모집사령부
- 워싱턴 D.C. 해병 막사
- 해병대 체계사령부

### 해병대 부사령관
미국 해병대의 부사령관(Assistant Commandant of the Marine Corps (ACMC))과 그가 감독하는 산하 부서
- 해병대 참모국 (DMCS)
  - Casualty (MFPC)
  - 해병대 분석능력최적화실
  - 해병대 정신 건강
  - 해병대 제복위원회
  - MCOTEA
  - 해군-해병대 상고취소처
  - 기획정책운영
  - 프로그램 자원
- 인력 및 예비군 부사령관
- 계획, 정책, 작전 부사령관
- 항공 부사령관
- 시설 및 군수 부사령관
- 전투 개발 및 통합 부사령관
- 프로그램 및 자원 부사령관
- 보건근무 부사령관
- 해병대 감찰관
- 사령관에 대한 입법지원관
- 해병대 통신실
- 안전부 부서장
- 정보 부사령관

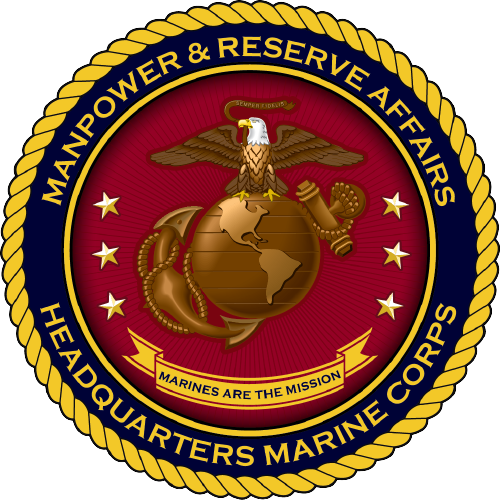
미국 해병대 인력 부사령관의 문장

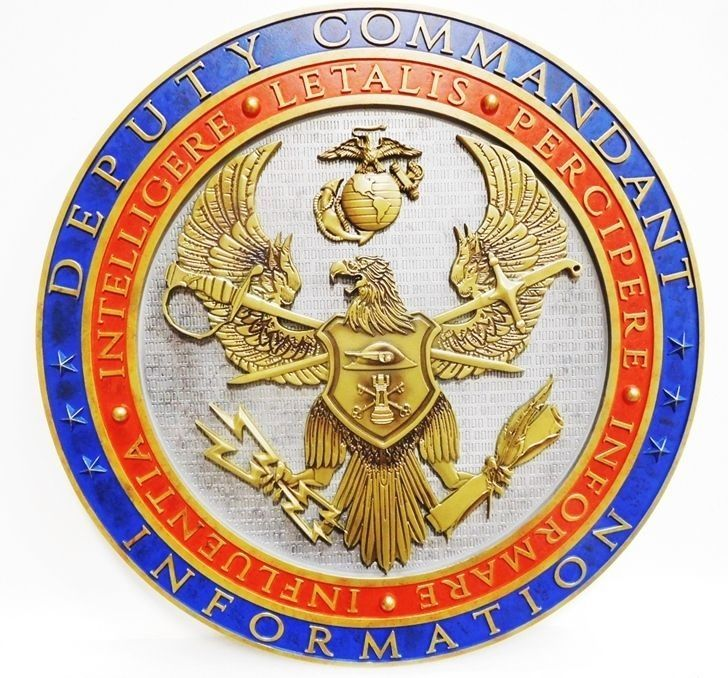
미국 해병대 정보 부사령관의 문장

  - 지휘, 통제, 통신, 컴퓨터(C4) 부서장
  - 첩보부 부서장

### 부대
- 본부 및 근무대대 (A,B,C 중대)
- 해병대 참모국
  - 행정자원관리부
  - 특별 프로젝트국 (SPD)
  - 전략기획단 (SIG)

## 참고
1. ↑  FindLaw Staff (2024년 1월 1일). “10 U.S.C. § 8041 - U.S. Code - Unannotated Title 10. Armed Forces § 8041. Headquarters, Marine Corps: function; composition”. 《FindLaw》 (미국 영어). 2024년 5월 12일에 확인함.
2. ↑  “eadquarters Marine Corps Organization Structure” (영어). Marine Corps public affair office. 2023년 7월 25일에 확인함.